# Pellissier Building et Wiltern Theatre
 (août 2024).
La mise en forme du texte ne suit pas les recommandations de Wikipédia : il faut le « wikifier ».
Les points d'amélioration suivants sont les cas les plus fréquents :
- Les titres sont pré-formatés par le logiciel. Ils ne sont ni en capitales, ni en gras.
- Le texte ne doit pas être écrit en capitales (les noms de famille non plus), ni en gras, ni en italique, ni en « petit »…
- Le gras n'est utilisé que pour surligner le titre de l'article dans l'introduction, une seule fois.
- L'italique est rarement utilisé : mots en langue étrangère, titres d'œuvres, noms de bateaux, etc.
- Les citations ne sont pas en italique mais en corps de texte normal. Elles sont entourées par des guillemets français : « et ».
- Les listes à puces sont à éviter, des paragraphes rédigés étant largement préférés. Les tableaux sont à réserver à la présentation de données structurées (résultats, etc.).
- Les appels de note de bas de page (petits chiffres en exposant, introduits par l'outil «  Source ») sont à placer entre la fin de phrase et le point final[comme ça].
- Les liens internes (vers d'autres articles de Wikipédia) sont à choisir avec parcimonie. Créez des liens vers des articles approfondissant le sujet. Les termes génériques sans rapport avec le sujet sont à éviter, ainsi que les répétitions de liens vers un même terme.
- Les liens externes sont à placer uniquement dans une section « Liens externes », à la fin de l'article. Ces liens sont à choisir avec parcimonie suivant les règles définies. Si un lien sert de source à l'article, son insertion dans le texte est à faire par les notes de bas de page.
- La présentation des références doit suivre les conventions bibliographiques. Il est recommandé d'utiliser les modèles {{Ouvrage}}, {{Chapitre}}, {{Article}}, {{Lien web}} et/ou {{Bibliographie}}. Le mode d'édition visuel peut mettre en forme automatiquement les références.
- Insérer une infobox (cadre d'informations à droite) n'est pas obligatoire pour parachever la mise en page.

Pour une aide détaillée, merci de consulter Aide:Wikification.
Si vous pensez que ces points ont été résolus, vous pouvez retirer ce bandeau et améliorer la mise en forme d'un autre article.
Le Pellissier Building et le Wiltern Theatre  sont des bâtiments Art déco de 12 étages sur 47 m de hauteur situés à l'angle du Wilshire Boulevard et de Western Avenue à Los Angeles, en Californie. L'ensemble du complexe est communément appelé le Wiltern Center. Revêtu de carreaux de terre cuite architecturaux bleu-vert et situé en diagonale par rapport à l'angle de la rue, le complexe est considéré comme l'un des plus beaux exemples de l'architecture Art déco aux États-Unis. Le bâtiment du Wiltern est une propriété privée et le Wiltern Theatre est exploité par la société de divertissement de Live Nation.

## Emplacement
Le Wiltern Theatre est situé à l'extrémité ouest du quartier de Koreatown à Los Angeles, à l'angle sud-est du boulevard Wilshire et de l'avenue Western. Le quartier de Koreatown est desservi par les bus et le métro. Le Wiltern Theatre se trouve juste en face de la station Wilshire/Western, qui est actuellement la station la plus à l'ouest de la ligne D du métro de Los Angeles.

## Description
Nommé d'après la famille propriétaire du terrain sur lequel il a été construit, le Pellissier Building est une tour de bureaux de 12 étages en acier et en béton armé. Posée sur un socle de deux étages qui contient les commerces du rez-de-chaussée et l'entrée du théâtre, la tour présente d'étroites fenêtres verticales qui balayent le regard vers le haut et créent l'illusion d'un bâtiment beaucoup plus haut (jusqu'à la fin des années 1950, les bâtiments de Los Angeles ne pouvaient pas être plus hauts que l'hôtel de ville). La tour est un exemple du style français Zig-Zag Moderne.
L'entrée du Wiltern Theatre est flanquée de grands néons verticaux, tandis que les clients s'approchent de la billetterie située en retrait, au milieu d'un dallage en terrazzo coloré. L'intérieur du Wiltern a été conçu par G. Albert Lansburgh et est réputé pour son style Art déco, avec des plâtres et des carreaux décoratifs, ainsi que des peintures murales colorées réalisées par Anthony Heinsbergen. L'élément le plus spectaculaire de la conception est le soleil au plafond de l'auditorium, chaque rayon étant son propre gratte-ciel Art déco - la vision de Lansburgh de l'avenir du Wilshire Boulevard. Lorsque le Wiltern a ouvert ses portes, il abritait également le plus grand orgue de théâtre de l'ouest des États-Unis.
Le Wiltern Theatre et le Pellissier Building ont tous deux été inscrits au National Register of Historic Places et déclarés Los Angeles Historic-Cultural Monument par la ville de Los Angeles.

## Historique
Construit à l'origine en 1931, le Wiltern a été conçu par l'architecte Stiles O. Clements de Morgan, Walls & Clements, le plus ancien cabinet d'architectes de la ville. Le Wiltern Theatre a été conçu à l'origine comme un théâtre de vaudeville et a d'abord ouvert ses portes sous le nom Warner Brothers Western Theater. Le bâtiment et le théâtre ont été construits par la William Simpson Construction Company. Après avoir fermé un an plus tard, le théâtre a rouvert ses portes au milieu des années 1930 et a été rebaptisé Wiltern Theatre en raison du grand carrefour auquel il fait face (Wilshire Boulevard et Western Avenue).
En 1956, le bâtiment et le théâtre sont vendus à la Franklin Life Insurance Company de Springfield dans l'Illinois. La section de Los Angeles de l'American Theater Organ Enthusiasts a travaillé à la restauration de l'orgue Kimball de 37 rangs - réputé être le plus grand orgue de Los Angeles à l'époque - et y a organisé des récitals à la fin des années 1960 et jusqu'au milieu des années 1970.
Cependant, les propriétaires ont ignoré le bâtiment historique et, à la fin des années 1970, le Wiltern s'est délabré. Seule l'intervention d'un groupe d'écologistes locaux a permis d'éviter la démolition du complexe à deux reprises à la fin des années 1970, lorsque les propriétaires ont déposé des demandes de permis de démolir (la préservation du Wiltern a été l'une des premières victoires de la Los Angeles Conservancy dans sa lutte pour la préservation du patrimoine architectural de la ville).
En 1981, le Wiltern a été racheté par le promoteur Wayne Ratkovich, qui a travaillé avec l'architecte Brenda Levin pour redonner au théâtre et à l'immeuble de bureaux leur splendeur d'antan. Les succès précédents des rénovations du Fine Arts Building et de l'Oviatt Building dans le centre-ville de Los Angeles, ainsi que la remise à neuf du complexe Chapman Market sur la Sixième rue, ont convaincu de nombreux habitants de la ville qu'ils étaient les personnes les mieux placées pour ce travail.
La rénovation de l'immeuble de bureaux est achevée en 1983, mais celle du Wiltern Theatre pose un problème beaucoup plus difficile et prend deux ans de plus. Le théâtre avait été mal entretenu. La plupart des peintures murales et des plâtres étaient endommagés, de nombreuses installations avaient été vendues ou pillées, et des parties du plafond s'étaient écrasées sur les sièges du rez-de-chaussée. Le théâtre avait également servi de lieu de tournage principal pour le film Get Crazy, ce qui avait causé d'autres dommages.
La restauration du théâtre dans son état d'origine a nécessité l'expertise d'A.T. Heinsbergen, fils du peintre d'origine, et une certaine créativité pour remplacer ce qui avait été perdu. Il a notamment fallu récupérer des sièges Art déco d'époque au Paramount Theater de Portland, dans l'Oregon, qui allait bientôt être rénové. En outre, bien que le Wiltern ait été conçu et exploité à l'origine comme un cinéma, Ratkovich souhaitait le convertir en un centre des arts du spectacle pouvant accueillir des concerts et des spectacles de niveau Broadway, ce qui impliquait l'ouverture du mur arrière et l'extension de la scène et de la cage de scène du théâtre vers l'arrière, à 4,6 mètres.
Après une rénovation de quatre ans, le Wiltern Theatre a rouvert ses portes au public le 1er mai 1985, avec des représentations de la compagnie Alvin Ailey American Dance Theater. Bill Graham a été chargé de superviser les réservations et l'exploitation du théâtre. Le Wiltern était exploité comme un théâtre de production et accueillait ses propres spectacles ainsi que ceux sponsorisés par Avalon Attractions, Goldenvoice, Concerts West, Universal Concerts, Timeless Entertainment, et bien d'autres, et était utilisé pour de nombreux événements télévisés, des tournages commerciaux et des lieux de tournage de longs métrages.
Le 7 août 1985, Tom Petty et les Heartbreakers ont donné un concert au théâtre, dont la majeure partie a ensuite été utilisée pour le premier album officiel de Petty, Pack Up the Plantation : Live !
À l'origine, le Wiltern pouvait accueillir 2 344 personnes. Des modifications ultérieures en 2002 ont supprimé les 1 200 sièges permanents du rez-de-chaussée pour permettre une variété de configurations allant d'une salle debout de 2 300 personnes à une salle assise plus intime de 1 850 personnes. Le loge et la mezzanine du balcon continuent d'offrir des sièges de théâtre fixes. La salle reste l'un des plus grands théâtres de Los Angeles.
SFX a obtenu le bail pour l'exploitation du Wiltern en juillet 2000, et les sociétés qui lui ont succédé, Clear Channel Entertainment et Live Nation, ont continué à présenter un large éventail de spectacles au Wiltern. LG, une société d'électronique grand public basée en Corée du Sud, a détenu les droits d'appellation du théâtre, qui a été rebaptisé le Wiltern LG d'octobre 2003 à octobre 2006. Aujourd'hui, le théâtre est connu sous le nom de Wiltern.
En octobre 2018, Sugar Studios LA a agrandi ses installations de postproduction du 9e étage de la Wiltern Theater Tower de style Art déco dans le quartier Koreatown de Los Angeles, dévoilant une scène de mixage Dolby Atmos à double usage de 25 places et un théâtre DI couleur 4K au dernier étage de l'immeuble.
En novembre 2019, Madonna a donné 10 concerts dans la salle, dans le cadre de sa tournée Madame X Tour, et a notamment été en retard pour monter sur scène.
Durant la crise du Coronavirus en avril 2020, The Wiltern a affiché un message sur le chapiteau disant : "Soyez gentils. Restez en bonne santé. Visitez Wiltern.com pour des mises à jour".
En novembre 2020, le Wiltern a été utilisé comme bureau de vote pour l'élection présidentielle.